# خروس‌کلی جنوبی
خروس‌کلی جنوبی (نام علمی: Vanellus chilensis) نام یک گونه از سرده خروس‌کلی‌ها است.